# 中野本町 (名古屋市)
中野本町（なかのほんまち）は、愛知県名古屋市中川区の地名。現行行政地名は中野本町1丁目及び中野本町2丁目。住居表示未実施。

## 地理
名古屋市中川区の東部に位置し、南に大山町と神郷町と花塚町、北に元中野町と神郷町と丹後町と荒越町、東に熱田区野立町と接する。

## 歴史
- 1960年（昭和35年）3月25日 - 中川区野立町の一部により、同区中野本町として成立[6]。

## 世帯数と人口
2019年（平成31年）4月1日現在の世帯数と人口は以下の通りである。
| 町丁     | 世帯数  | 人口  |
| -------- | ------- | ----- |
| 中野本町 | 149世帯 | 301人 |

### 人口の変遷
国勢調査による人口の推移
| 1995年（平成7年）  | 279人 | [ 7 ]  |  |
| 2000年（平成12年） | 252人 | [ 8 ]  |  |
| 2005年（平成17年） | 265人 | [ 9 ]  |  |
| 2010年（平成22年） | 302人 | [ 10 ] |  |
| 2015年（平成27年） | 251人 | [ 11 ] |  |

## 学区
市立小・中学校に通う場合、学校等は以下の通りとなる。また、公立高等学校に通う場合の学区は以下の通りとなる。
| 番・番地等 | 小学校               | 中学校               | 高等学校 |
| ---------- | -------------------- | -------------------- | -------- |
| 全域       | 名古屋市立八幡小学校 | 名古屋市立八幡中学校 | 尾張学区 |

## 施設
- 名古屋中野本町郵便局

## その他

### 日本郵便
- 郵便番号 : 454-0047[3]（集配局：中川郵便局[14]）。